# Pro musica sacra
Das Blechbläserensemble pro musica sacra Siegen e.V. ist ein Blechbläserensemble in klassischer  Philip-Jones-Besetzung.

## Geschichte
Die Idee, dieses Blechbläserensemble zu gründen, kam 1979 sieben angehenden Kirchenmusikern aus Siegen. Man beschloss, motiviert durch die bläserische Arbeit, die man schon aus C-Kurs und Posaunenchor kannte, fortan eigene Vorstellungen bezüglich Blechbläserkammermusik zu verwirklichen und vor dem heimischen Publikum auszuprobieren.
Die ursprüngliche Siebener-Besetzung wurde im Laufe der Zeit zuerst auf acht (vier Trompeten, vier Posaunen) und später durch die Hinzunahme des Horns und der Tuba auf die klassische Zehner-Besetzung nach dem Muster des Philip Jones Brass Ensembles erweitert. Schon bald erschlossen sich die Musiker neue Literatur außerhalb des gewohnten Rahmens von Renaissance- und Barockmusik. Es war die Zeit, in der einzelne Verleger damit begannen, neu arrangierte Musik aus unterschiedlichen Epochen für Blechbläser herauszugeben. So wurden die Konzertprogramme um Bearbeitungen klassischer und romantischer Werke sowie um jazzige Arrangements und zeitgenössische Kompositionen erweitert.
In den letzten Jahren prägen in zunehmendem Maße auch eigene Arrangements und Kompositionen die Konzertprogramme des Ensembles – Stücke, die zum Teil noch während der gemeinsamen Probenarbeit ein neues Gesicht bekommen und so die vielfältigen klanglichen und technischen Möglichkeiten widerspiegeln. Auch die Erschließung immer neuer Musikfelder ist ein fester Bestandteil geworden, wie die Erweiterung des Ensembles durch professionelle Blechbläser, die Durchführung von Konzerten in großer sinfonischer Besetzung oder die Erarbeitung eines Konzertprogrammes mit einem Posaunenchor. Inzwischen hat sich das Ensemble zu einem modernen Klangkörper entwickelt, dessen zehn überwiegend junge Mitglieder ihre Musik auch heute noch ausschließlich als intensives Hobby neben Schule, Studium und Beruf ausüben. Die Gruppe hat Verpflichtungen sowohl im kirchenmusikalischen Rahmen als auch in anderen kulturellen Bereichen bis hin zu Rundfunk- und CD-Produktionen.
Von 1997 bis 2014 wurde das Ensemble von Eckehard Pankratz als primus inter pares geleitet. Im August 2014 übernahm Tobias Schütte die musikalische Leitung.

## Auftritte (Auswahl)

### Konzertreisen ins Ausland
- 1997: Frankreich
- 2000: Österreich
- 2007: Italien

### Radio und Fernsehauftritte
- TV-Produktion des WDR: Klingendes NRW (in Bottrop auf der Halde der Zeche Prosper-Haniel, WDR)
- TV-Produktion der UFA: Beitrag zu einer Folge von Zuhause im Glück (RTL2)
- Radio-Produktion des WDR: Renaissance trifft Moderne – Konzert im Rahmen des WDR-Musikfests 2006 (25. Mai 2006)

## Diskografie
- Querblechein (LP, 1982)
- Also hat Gott die Welt geliebt – Chor- und Bläsermusik zur Advents- und Weihnachtszeit (LP/MC/CD, ERF-Verlag)
- Petit „toot“ Suite (MC/CD, 1994, Eigenverlag)
- Martini 1994 (CD, 1994)
- Aus Konzerten in Südwestfälischen Kirchen (CD, 1995)
- Die Bergleute und ihre Lieder (CD, 1997, POLAR)
- Geistliche Chormusik (CD, 1998, POLAR)
- Bilder einer Blechausstellung (CD, 1999, Eigenverlag)
- Anno Domini (CD, 2000, Gerth-Medien, CD 939200)
- Route to Heaven (CD, 2001, proprium Verlag)
- Sweet Suite (CD, 2004, Eigenverlag)
- Festliche Weihnachts-Choräle 2 (CD, 2005, Gerth-Medien, CD 939312)
- Fröhliche Weihnacht überall (CD, 2012, Eigenverlag)